# Естрада
Естрада (на френски: estrade) е невисока (1 – 3 m) платформа на открито, вид сцена. Обикновено има временен характер, пригодена е за лесно сглобяване и разглобяване с цел преместване и няма защита от атмосферните условия. Понякога може да бъде изградена в закрити помещения и е по-ниска (0,5 – 1,5 m). Използва се за изява на оратори или музикални изпълнители.
От предназначението на естрадата произлиза и значението ѝ на събирателно понятие за сценични изкуства, предимно забавно-развлекателни. Оттук произлиза и използваният в миналото термин „естрадна музика“ (днес – поп музика) – развлекателна музика, която се пее често на естрада.